# 로마 십이면체

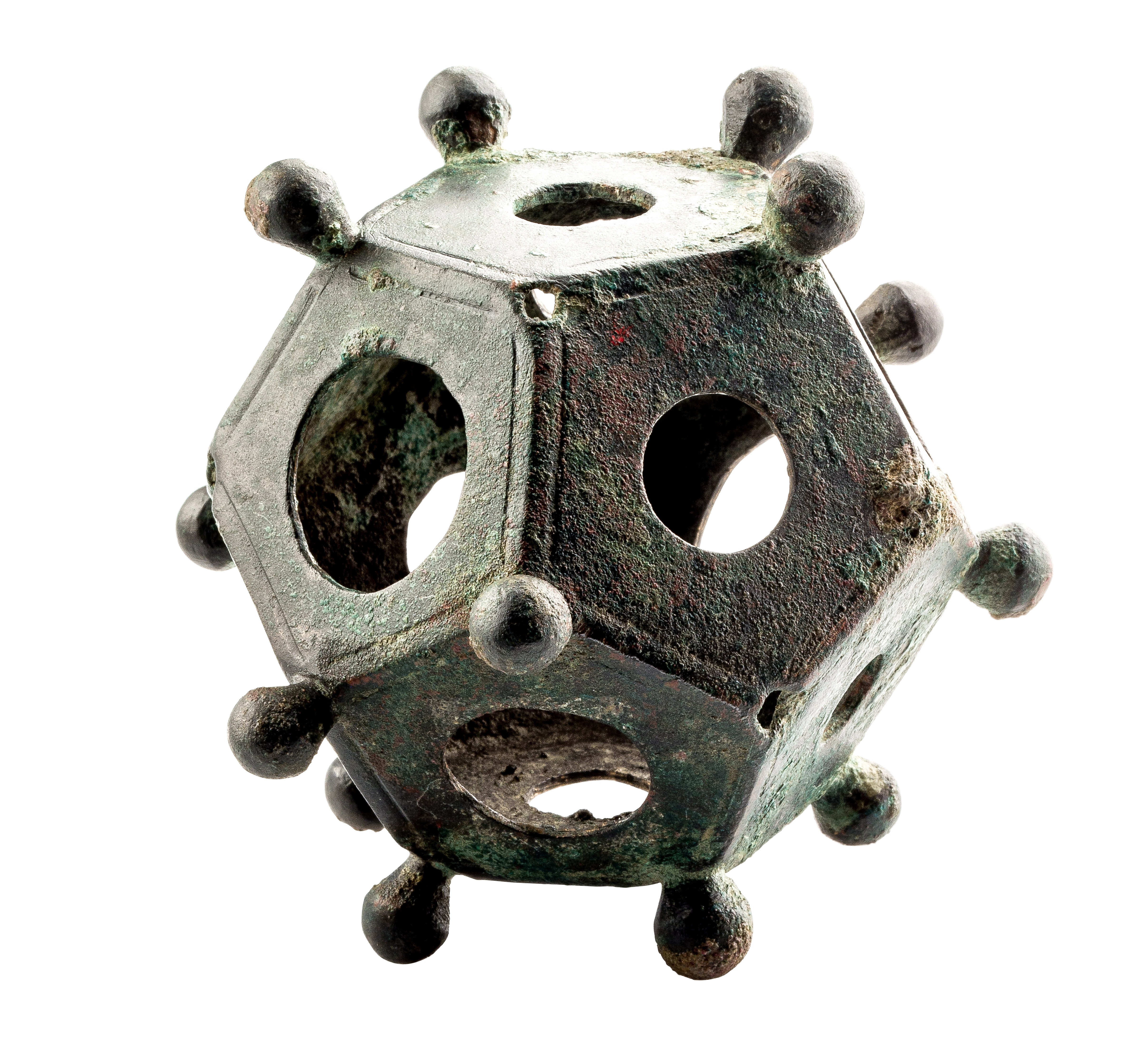

로마 십이면체(Roman dodecahedron)는 로마 제국 시대에 만들어진 유물의 일종으로, 구리 합금을 주물로 떠서 만든, 속이 빈 정십이면체 모양을 하고 있다. 십이면체의 열두 면에는 둥근 구멍이 나 있어서 비어있는 속이 들여다보인다.
기원후 2세기에서 4세기 사이에 만들어졌으며, 무슨 목적으로 만들어졌는지는 불명이다. 장신구 같은 것으로 사용된 흔적도 없고, 문자나 숫자가 각인된 것도 발견된 적이 없다.